# 風鈴晃蓋螺
風鈴晃蓋螺（学名：Cheilea equestris）为晃蓋螺科晃蓋螺屬下的一个种。

## 型態描述
本物種的螺殼最長可達38 mm。

## 分佈
本海洋生物物種有廣泛的分佈：從南美洲的哥倫比亞到巴西的西北部、墨西哥到智利、印度太平洋區及西非離岸。
在台灣的綠島、新北市的白沙灣海岸及屏東縣恆春半島的大樹房亦見其踪影。

## 棲息地
最淺水的紀錄是0 m；最深紀錄是780 m。

## 外部連結
- 維基物種上的相關：風鈴晃蓋螺
- Hardy, Eddie. . Hardy's Internet Guide to Marine Gastropods. （原始内容存档于2020-06-28） （英语）.